# 堕落之主
《堕落之主》是一款由Hexworks开发，CI Games发行的動作角色扮演遊戲，是2014年发行的同名游戏的续作。游戏于2023年10月13日在PlayStation 5、Windows和 Xbox Series X/S平台发行。游戏发行后获得了媒体积极至褒贬不一的评价。